# Halimolobos jaegeri
Halimolobos jaegeri es una especie de planta de la familia Brassicaceae. Es nativa del Desierto de Mojave y cerca de las cordilleras de California y Nevada.  Crece en zonas rocosas, tales como los acantilados de piedra caliza y laderas de las montañas del desierto. 

## Características
Es una planta herbácea perenne con ramificación de muchos tallos que alcanzan los  20 a 60 centímetros de altura.  Los delgados tallos están erguidos  y soportan ocasionales hojas lobuladas  de hasta 6 centímetros de largo. En las puntas de las ramas del tallo hay densas  inflorescencias de pequeñas con flores de pétalos de color blanco con seis protuberantes estambres. El fruto es una peluda silicua con uno o dos centímetros de largo que contiene muchas semillas diminutas.

## Taxonomía
Halimolobos jaegeri fue descrita por (Munz) Rollins y publicado en Harvard Papers in Botany 1(4): 46. 1993.
Sinonimia
- Halimolobos diffusa var. jaegeri (Munz) Rollins
- Sisymbrium diffusum var. jaegeri Munz[2]